# سنترال گاردنز (تگزاس)
سنترال گاردنز (به انگلیسی: Central Gardens) یک منطقهٔ مسکونی در ایالات متحده آمریکا است که در شهرستان جفرسون، تگزاس واقع شده‌است. سنترال گاردنز ۶٫۶ کیلومتر مربع مساحت و ۴٬۱۰۶ نفر جمعیت دارد و ۵ متر بالاتر از سطح دریا واقع شده‌است.